# Джастін Морроу
Джастін Морроу (англ. Justin Morrow, нар. 4 жовтня 1987, Клівленд) — американський футболіст, захисник клубу «Торонто» та національної збірної США.

## Клубна кар'єра
Між 2006 і 2009 роками Морроу навчався в Університеті Нотр-Дам, де крім того виступав за університетську футбольну команду в Національної асоціації студентського спорту. Під час перерв у заняттях він також грав за клуби з Premier Development League, четвертого дивізіону США: «Індіана Інвейдерз» у 2007 році, «Клівленд Інтернешнлз» в 2008 році і молодіжний склад «Чикаго Файр», якому в 2009 році допоміг дійти до національного фіналу.

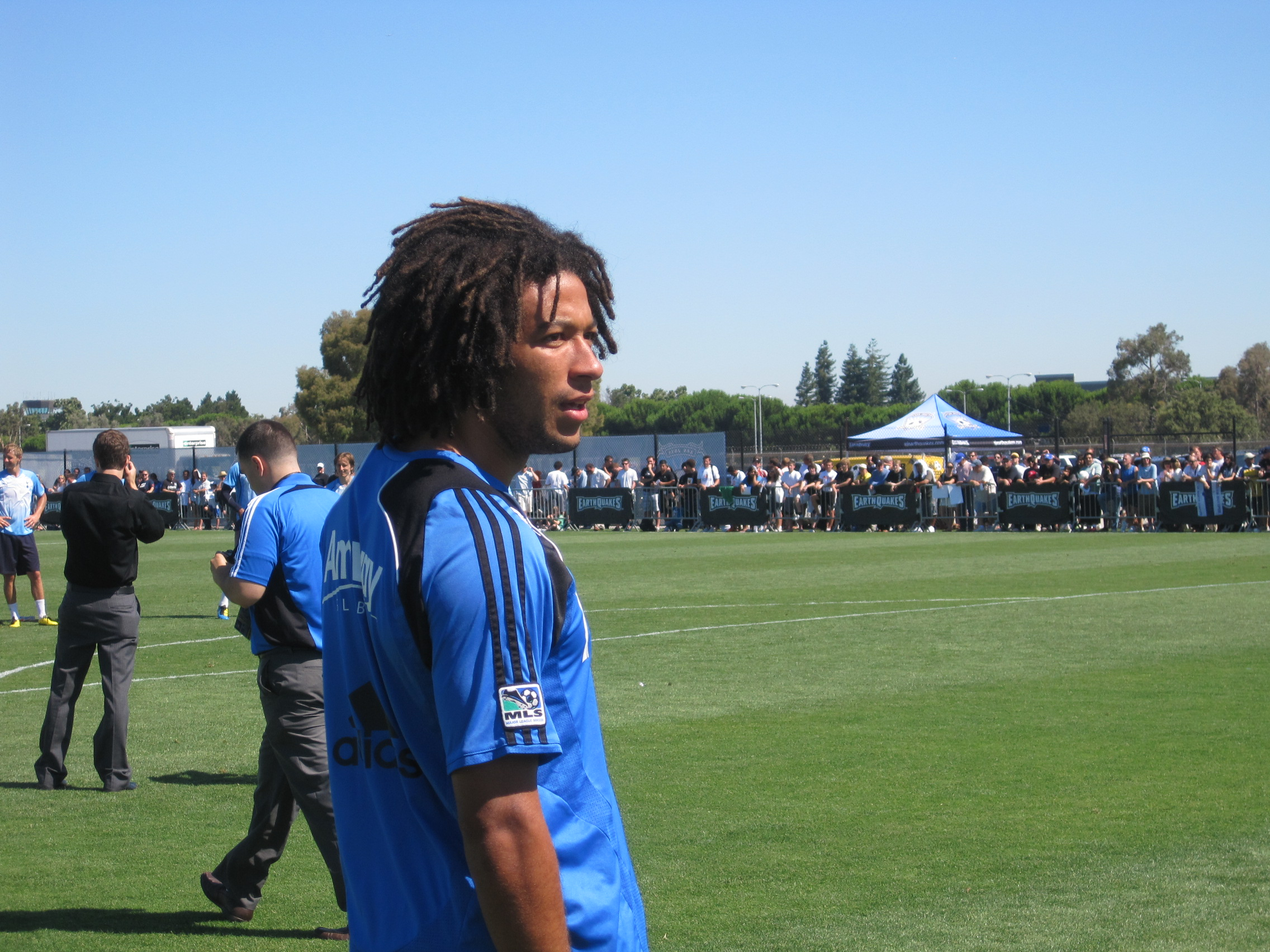
Джастін Морроу під час виступів за «Сан-Хосе Ерсквейкс». 2010 рік.

На Супердрафті MLS 2010 Морроу був обраний у другому раунді під загальним 28-м номером клубом «Сан-Хосе Ерсквейкс». Його професійний дебют, що ознаменувався також його першим забитим голом, відбувся 14 квітня 2010 року в матчі Відкритого кубка США проти «Реал Солт-Лейк». Його перший вихід на поле в матчі MLS відбувся 1 травня 2010 року у зустрічі проти «Колорадо Рапідз». У вересні 2010 року Морроу для отримання ігрової практики був відданий в оренду в клуб другого дивізіону «Тампа-Бей». Після місячної оренди він повернувся в «Сан-Хосе», проте в липні 2011 року був знову відданий в короткострокову оренду в «Тампа-Бей». 
Трохи пізніше після повернення з другої оренди Морроу, який до цього провів за «Ерсквейкс» тільки один повний матч і тричі виходив на заміну, став твердим гравцем стартового складу команди, відігравши вісім останніх матчів сезону без замін. Наступні два сезони він провів чергуючи виступи на позиціях в центрі і на краю оборони. У сезоні 2012 Морроу брав участь у Матчі всіх зірок MLS проти англійського «Челсі», будучи несподівано заявленим до складу збірної ліги в останній момент замість травмованого Гіта Пірса. Всього в основній частині того сезону він відіграв 33 з 34-х матчів без замін і вніс свій внесок у завоювання титулу переможця регулярного чемпіонату.
По закінченню сезону 2013 Морроу був обмінений в «Торонто» на розподільні кошти. За «червоних» він дебютував у матчі першого туру сезону 2014 проти «Сіетл Саундерс» 15 березня. Свій перший гол за канадський клуб він забив 30 травня 2015 року у ворота своєї колишньої команди «Сан-Хосе Ерсквейкс». Наразі встиг відіграти за команду з Торонто 102 матчі в національному чемпіонаті.

## Виступи за збірну
29 січня 2013 року дебютував в офіційних матчах у складі національної збірної США в товариській грі зі збірною Канади. У березні того ж року він викликався на матчі кваліфікації на чемпіонат світу 2014 року зі збірними Коста-Рики і Мексики, проте в обох матчах залишався на лаві запасних. 
Після цього Морроу тривалий час не грав за збірну і лише 25 червня 2017 року Морроу був включений в заявку збірної США на Золотий кубок КОНКАКАФ 2017 року, на якому у матчі проти Мартиніки провів свій другий матч за збірну.
Наразі провів у формі головної команди країни 2 матчі.

## Статистика виступів

### Статистика клубних виступів
| Сезон                          | Команда                        | Чемпіонат                      | Чемпіонат | Чемпіонат | Національний кубок | Національний кубок | Національний кубок | Континентальні кубки | Континентальні кубки | Континентальні кубки | Інші змагання | Інші змагання | Інші змагання | Усього | Усього |
| Сезон                          | Команда                        | Ліга                           | Ігор      | Голів     | Ліга               | Ігор               | Голів              | Ліга                 | Ігор                 | Голів                | Ліга          | Ігор          | Голів         | Ігор   | Голів  |
| ------------------------------ | ------------------------------ | ------------------------------ | --------- | --------- | ------------------ | ------------------ | ------------------ | -------------------- | -------------------- | -------------------- | ------------- | ------------- | ------------- | ------ | ------ |
| 2010                           | «Сан-Хосе Ерзквейкс»           | MLS                            | 3         | 0         | КСША               | 1                  | 1                  | -                    | -                    | -                    | -             | -             | -             | 4      | 1      |
| 2011                           | «Сан-Хосе Ерзквейкс»           | MLS                            | 9         | 0         | -                  | -                  | -                  | -                    | -                    | -                    | -             | -             | -             | 9      | 0      |
| 2012                           | «Сан-Хосе Ерзквейкс»           | MLS                            | 33+2      | 1+0       | КСША               | 2                  | 0                  | -                    | -                    | -                    | -             | -             | -             | 35     | 2      |
| 2013                           | «Сан-Хосе Ерзквейкс»           | MLS                            | 26        | 1         | КСША               | 1                  | 0                  | ЛЧ                   | 4                    | 0                    | -             | -             | -             | 31     | 1      |
| Усього за «Сан-Хосе Ерзквейкс» | Усього за «Сан-Хосе Ерзквейкс» | Усього за «Сан-Хосе Ерзквейкс» | 73        | 2         |                    | 4                  | 1                  |                      | 4                    | -                    |               | -             | -             | 80     | 2      |
| 2014                           | «Торонто»                      | MLS                            | 31        | 1         | ЧК                 | 3                  | 0                  | -                    | -                    | -                    | -             | -             | -             | 34     | 1      |
| 2015                           | «Торонто»                      | MLS                            | 32+1      | 2+0       | ЧК                 | 2                  | 0                  | -                    | -                    | -                    | -             | -             | -             | 35     | 2      |
| 2016                           | «Торонто»                      | MLS                            | 31+6      | 5         | ЧК                 | 3                  | 0                  | -                    | -                    | -                    | -             | -             | -             | 40     | 5      |
| 2017                           | «Торонто»                      | MLS                            | 3         | 1         | ЧК                 | -                  | -                  | -                    | -                    | -                    | -             | -             | -             | 3      | 1      |
| Усього за «Торонто»            | Усього за «Торонто»            | Усього за «Торонто»            | 94+7      | 8+0       |                    | 8                  | 0                  |                      | -                    | -                    |               | -             | -             | 109    | 8      |

## Досягнення
Збірна
- Володар Золотого кубка КОНКАКАФ (1):

2017
Командні
 Сан-Хосе Естквейкс
- Переможець регулярного чемпіонату MLS: 2012

 Торонто
- Чемпіон Канади: 2016

Індивідуальні
- Учасник матчу всіх зірок MLS: 2012